# 帰らざる時の物語
『帰らざる時の物語』（かえらざるときのものがたり）は、松本零士による日本の漫画。1975年 1月11日号から1976年 12月9日号にかけて『プレイコミック』（秋田書店）誌上で連載された、全24エピソードからなる1話完型のオムニバス・ストーリー。人間の種の起源とその行く末、文明の発展と滅亡を、時にユーモラスに、時にペシミズムを交えて描いている。

## 概要
オムニバス作品だけに物語の舞台は多種多様で、恐竜が跋扈する白亜紀から近代、外宇宙の惑星、そして人類がヒトとしての姿を失った未来にまでわたり、生と性の一大叙事詩がエロティシズムを織り込みつつ語られる。ジャンルも画一的ではなく、漫画の進行を第三者が外側から茶化すメタ的ギャグ回から、生涯をかけて追い続けた宿敵に、いつしか友情を抱く男のロマンティシズムまで、70年代の松本零士作品の魅力が詰まっている。全24話のうち3話に、松本漫画の有名キャラ、ハーロックが登場するのも特徴的。
青年誌の連載を意識した直接的な性描写が頻発し、脈絡のないセックスがノルマ的に始まる話が多い一方、結末に関わる必然性から、美女が宇宙怪物、野獣を相手に性交を行なう、過激な獣姦も描かれている。
連載終了後、秋田書店から各巻12話ずつ収録した全2巻の文庫本（旧版）が発売され、その20年後に全1巻の文庫本（新版）と電子書籍で再発売された。新版の文庫は旧版と異なり、エピソードの収録順が連載初出時と大幅に変わっている。なお、eBookJapanから発売された全2巻の電子書籍は、新版の文庫をそのまま2分割した内容である。
テレビアニメ『銀河鉄道999』の放送2年目以降は、『少年キング』（少年画報社）で連載継続中だった『999』原作のストック不足により、本作品から幾つかのエピソードをアニメ化している。アニメ化にあたっては総て山浦弘靖が脚色と脚本を担当。いずれも原作に登場しない鉄郎とメーテルを話に絡ませた内容になっているが、タイトルや話の外枠だけを使って別の物語になっているものが多く、夜7時台のアニメらしくエロティックな要素も全て取り除かれている（→アニメ化作品は#『銀河鉄道999』各話リストの1980～1981年を参照）。

## あらすじ

### エル・アラメインの砂
- 1975年1月11日号掲載

学術調査隊の一行を乗せたジープが砂漠の中を進む。横柄な性格の責任者・浅瀬川と、金に釣られて彼に雇われた砂山と道野、そして現地ガイドで同行している口数の少ない美女の4人。一行がエル・アラメイン付近で休憩を取っている時、砂の中から大量にガスマスクの入ったポットが掘り出された。どうやらロンメル将軍の部隊が残して行った物が、錆びつきもしないまま埋もれていたらしい。
炎天下の下を進むジープは地盤沈下で突然落下して、彼らは地下の墓地のような空洞を見つける。そこは浅瀬川の目的地、エル・アラメイン近くに栄えたエジプト王朝の墓だった。学術調査など建前に過ぎない浅瀬川は墓所荒らしを始め、こじ開けた棺の中から宝石類を掘り出す。彼が破損したミイラを丁寧に棺に戻して手を合わせる砂山を、ガイドの女性は無言で見つめていた。その時、墓所に毒ガスが流れ始める。砂山と道野は道中で手に入れていたガスマスクで難を逃れるが、毒ガスを吸い込んだ浅瀬川は助からなかった。日本語を理解しないガイド女性にも無理やりガスマスクをかぶせて3人は墓所から脱出。砂川たちは帰国後、持ち帰ったガスマスクの路上販売をする。その頃、本物の調査隊がエジプトで発掘した女のミイラは、何故か顔にガスマスクを着けていた。

### ナウマンの足音
- 1975年2月8日号掲載

旧石器時代の日本のどこか。狩りの最中の若者カドは、いかだで浜辺に漂着した黒髪の美女と出会う。カドが討ち落とした翼竜の肉を齧っていた全裸の女性は、ウミと名乗って赤子を抱いていた。カドの住む集落は、守護神ウー様と呼ぶ巨体のナウマンゾウの襲撃を何度も受けて、多くの犠牲者が出ていた。その集落に案内されたウミは、ウー様に踏まれた死体の山を見てよだれを垂らし、「肉があるのに、なぜここの人たちは食用の草しか食べないのか」と疑問を抱く。食用草との交換で他の部族に女を差し出したため、集落には女性が１人も見当たらず、草を常食としている人々はみな痩せた身体をしていた。
カドが子作りの行為“ハーハー”をまだ知らないと聞いたウミは、心優しい彼の腕を引くと尻を突き出し、カドはウミを相手に生まれて初めての性交を体験する。2人の交わりを羨まし気に見る酋長に向かってウミは、このまま肉を食べなければみんな死ぬと告げた。カドとの性交を終えたウミは、ウー様に踏みつぶされた遺体は全て埋めたと聞き、「もったいない…」とつぶやく。さらに翌日の夜、ウミが集落の男たちに自分を抱かせると、ハーハーの良さを知った彼らは目の色を変え、ウー様を殺してその肉を食べ始める。生き延びるためなら何でも食べるべきだと主張するウミもまた、いかだで1か月以上も海洋を漂流する間、同胞を食べて飢えを凌いだのだ。浜辺に打ち上げられたウミのいかだには、幌の陰に隠された多くの人骨があった。

### 機械化都市
- 1975年3月8日号掲載

機械化都市（テクノロジラス）と呼ばれる近代都市は、プログラムによって全ての人間の健康とスケジュールが管理されている監視社会。S-3のコード番号で呼ばれる青年のもとに、男性の性処理要員であるミライが派遣される。さっそく服を脱がしにかかるS-3に平手打ちをしたミライは、性処理班は表向きの顔だと語る。彼女は機械化都市からの脱出を目指す反乱グループの一員で、機械支配に反抗的思考を持つS-3に目をつけていたことを明かすのだった。性処理行為中は監視カメラが作動しないが、体温の上昇を探る装置は警報を鳴らしたため、ごまかしが出来ない。ミライはフェラチオで勃起させたS-3に跨ってセックスを始め、僅かな隙をついて彼を部屋から連れ出す。
機械化都市の目が届かない惑星内部の空洞地帯には、同志の男ハーロックが待っていた。彼は長年の戦いで傷つき、身体の半分が機械化されており、もう長くは生きられない。S-3とミライを乗せた船は新天地に向けて飛び立つが、目的地に着くまで約200年かかる。その長い年月にミライとの間に子供を作り子孫を増やせとハーロックから託されていたS-3は、連日のように彼女とのセックスに励む。しかし皮肉なことにミライの女性器部分も機械化されていて、極限状態の快楽をミライに与えることで、その肉体を支配していた。S-3とミライのセックスの最中、膣型メカはS-3の陰茎を挿入されながら機械化都市本部と交信して、宇宙船の目的地を本星に知らせる。そこは銀河系の太陽系第3惑星。ミライの膣型メカは、本体と協力して機械化志向型の子孫を作ることを本星に報告した。

### さらば・三騎竜
- 1975年4月12日号掲載

小柄で美しい少女ナミは、大きな体躯の旧人類の祖父と２人きりで、白亜紀の岩陰で静かに暮らしていた。ナミの両親も老人の家族も、三騎竜に殺されたが、老人はどれほど三騎竜との戦いで傷ついても死ななかった。奴を倒すために自分は生きているのだろうと老人は語る。ある日ナミは筋骨隆々の青年に捕まり、四つん這いにされると力づくで股を開かされた。ナミは何かが局部に入ってくる衝撃に悲鳴をあげ、祖父の名を呼んで号泣する。男根で突かれている獣の姿勢のナミを見た老人は、孫娘が交合の日を迎えたことを喜び、大自然の精霊に感謝を捧げるのだった。2人の猛り狂う性交は終わりに近づき、激しい叫び声をあげて達したナミの中で、遂に射精が始まる。新しい命を授かるべく、大地に四肢をついて今まさに男の精液を注がれている孫娘を祖父は最後まで見届けた。
ナミの中から陰茎を抜いた青年は、この世界を生き延びるため近親相姦に踏み切らない老人の弱い生き方を非難する。旧人類の老人は、ナミなど裂けてしまう巨根で孫娘と交わることが出来なかったと話し、2人の目前で腰布を下げる。そのあまりにも巨大な陰茎を見たナミは言葉もなく、青年は絶句した。その時、因縁ある三騎竜が森から現われる。孫の交合の場に立ち会い、自分の血が子孫へ受け継がれることを確信した老人は心穏やかだった。老人は三騎竜の心臓深く槍を打ち込むが、踏み潰されて致命傷を負う。逞しい子を産めとナミに言い遺すと、薄れゆく意識の中で、奴と自分は互いに生き甲斐を求め合う長年の友だったのだと悟る。三騎竜を追って野山を駆けた、若い頃を懐かしく思い出し老人は眠りにつく。三騎竜はそんな老人の想いに目で応えると、少しだけ歩いて巨体を横たえた。

### キリマンジャロの鳥人
- 1975年5月10日号掲載 [注 6]

不時着したあと行方不明になった軍人ノートン大尉のもとに、フランソワーズと名乗る女性パイロットが救助にやってきた。敵に助けられなくて良かったと漏らすノートンに、戦争はもう終わったのだしパイロットは仲間同士だとフランソワーズは話した。帰路に妙な複葉機がフラフラ着いてきたので、同じ飛行場を目指していると思ったノートンたちは、着陸基地まで誘導する。その機体に乗っていたのは丸眼鏡をかけた日本人の井坂太郎だった。翌朝、戦時中に対戦したことがある黒衣の飛行団と呼ばれる一団が、キリマンジャロ上空から基地に迫ってきた。ノートンとフランソワーズは迎撃に飛び立ち、井坂も加勢に出撃。天才的な操縦技術で敵の隊長機と互角の戦闘を続ける井坂だが、善戦虚しく墜落してしまう。井坂と同時に墜落した隊長機からハーロックという男が降りてきて、この次に戦争が起きたとしても敵同士にはなりたくないなと、井坂の操縦テクニックを賞賛する。死ぬときはお互い空で死のうと告げて去って行くハーロックを見送った井坂の傍には、墜落死したノートンとフランソワーズの遺体があった。

### ユウゲレオンの羽
- 1975年6月14日号掲載

人間を襲う肉食性巨大トンボが棲む惑星の調査団は、唯一の宇宙船パイロットを失った。彼の他に宇宙船を操縦できるのはただ1人の女性隊員カグヤのみ。生命の宝庫であるこの惑星の存在を母星ハラに伝えるため、1人乗りの宇宙船で彼女を送り出せば、男性しか残らない。遠い未来にハラの使者がここへ来たとしても、子孫がいる可能性はゼロだ。初老の昆虫学者ヤンマ教授は、この星の土になろうと諦める。カグヤは星を離れる前に5年か10年をかけて、自分が1人でも多くの子を産む提案をする。皆にとってこれが生涯で最後になるであろう、女性器の中に射精するセックスを生存者全員と行なうというカグヤの覚悟に、彼女に憧れている男たちは息を呑む。婚約者のコーゴーは猛反対するが、カグヤは個人のエゴはもう許されない状況なのだと、彼を銃で撃って涙ながらに埋葬する。
ある深夜、ヤンマ教授の部屋を訪れたカグヤは、服を脱いでフェラチオを始めた。セックスの相手に選ばれたことを察した教授は、コーゴーにすまないと思いつつ応じてしまう。カグヤは仲間たちと肉体関係を持ち続け、人生最後の思い出の女を務めて自身の中へ射精させた。その結果、多くの新生児を出産したカグヤは数年後、同胞とその子供らを残して惑星を飛び立つ。教授はコーゴーの墓の前でカグヤに子を産ませてしまった赦しを乞い、性器を交える愛の行為を、彼の名前から交合と名付けて子孫に伝えたいと詫びる。その頃、カグヤの宇宙船の生命反応は何故か2人分を示していた。絶命していなかったコーゴーは墓から抜け出して森の奥で生き延び、宇宙船に乗り込んでいたのだ。カグヤを犯して船外に放出した彼は、淫らな女のカグヤを主人公にしたスペースオペラを書いてやると宣言する。

### コンドルは飛ばず
- 1975年7月12日号掲載

16世紀のとある海上をボロボロの小舟で漂う若者の伊助は、爺と呼ぶ老人と2人だけで外海を目指す舟旅をしていた。ある日、船の帆の上に不思議な首飾りをつけたコンドルが停まっているのが見えた。爺が持っていたイスパニアの書物には、エル・コンドルは聖なる女王の使いと書かれている。コンドルは何かを待っているかのように、それから10日間も船の帆から動かなかった。
船の先端に何かがぶつかったことに気付いた伊助は、海面に女や子供、老人など多くの死体が浮いているのを発見する。遠くに緑の山が見え、そこの大陸か島で何かしらの争いがあったのだろうと伊助は考える。酷い暑さで遺体の死臭が酷くなってくる中、海上から若い裸の女性が1人だけ、自力で船に這い上がってきた。コンドルと同じ首飾りをつけた女性は完全に身体が冷え切っており、意味不明の異国の言語を喋ったが、爺には“フランシスコ・ピサロ”という単語だけしか聞き取れなかった。爺は伊助に裸になって彼女を抱いて温めるよう命じる。全裸で抱き合っている美女に欲情した伊助は性交に及ぶが、彼女は抵抗もせずに伊助の挿入を受け入れた。美女は守り神ミユと呼ぶ頭上のコンドルに向かい、これから自分はこの若者の白い血を注がれて子供を作り、大インカを土足で踏み荒らした白い肌の種族をいつの日か駆逐すると誓う。不思議な言語で自らをインカ帝国の王妃だと話す美女は、”炎の尾を持つ金の鳥"に乗って来た異星人の子孫だった。それからも太陽は昇っては沈み、美女は伊助との性交を幾度も繰り返した。時は流れ、2人の交わりを見守ったコンドルは帆の上で白骨化し、爺も世を去って舟上で骨となっていた。海の旅を続けている裸の美女は、富士山が見える陸地に近づきつつあった。

### UFO・2001
- 1975年8月9日号掲載

しこたま酒を飲んで交通費も底をついた下野タダシは、雨の中を歩いて帰路についていた。突如として背後から若い女が抱き着いてくる。タダシの家まで着いてきた女は、雨が上がった窓の外を見ながら座標コンパスを操作し、今が1975年8月だと知る。女は下着姿のままタダシの部屋を飛び出すと公園の方角へ走り出し、その後を追ってきたタダシは、公園の中央にある大型の円盤を目撃する。女は異星人らしく、自分がどこにいるのか分からず取り乱したことをタダシに詫びる。
タダシを乗せたまま円盤は公園を飛び立つ。2001年製のUFO型タイムマシンに乗った女は未来へ行くつもりが、何故か1975年に行ってしまったと語る。どうせつまらない毎日を送るぐらいなら、このまま美女と未来に行くのも悪くないと考えるタダシ。未来人の美女も名前をタダシと名乗った。未来では女も男のような名前を付けるのかと思いつつ、タダシは下着を脱がせた彼女の股間に指を挿入しようとすると、その部分には自分と同じもの、すなわち陰茎があった。女性のような外見をした未来人は男性だったのだ。男性器を触られた未来人は、気持ち悪いことをしないでと拒絶する。女とでなければ2001年に行きたくないとUFOから飛び出すタダシ。時間飛行の途中でマシンの外に出ると不安定な存在になるため、仕方なく未来人はタダシを連れ戻そうと後を追って飛び降りる。かくして2人は時間の狭間を漂う、見えそうで見えない存在と化した。

### 有尾人の夢
- 1975年9月13日号掲載

母星を失った一握りの人類は、宇宙船で星の海を彷徨っていた。睡眠中に見る夢が人類を堕落させたとする責任者ゼーン船長は、脳波スクリーンで乗員たちを見張り、夢を見た者を死刑に処していた。読書家で知識人の青年ゴマと、優しい彼に想いを寄せる美女ミレスは、夢を見てはいけない法に反して船外に放り出された友人の死を見届ける。やがて船はトラブルを起こして未知の惑星へ落下した。その星は太古の地球そっくりな大自然と大気が広がり、人間と同等の大きな体躯に尻尾が生えた、原始人並の知能らしき猿人がいた。
翌朝、湖で身体を洗う全裸のミレスが猿人たちに襲われ、ゴマは彼女を見捨てて走り去る。昨晩の調査で猿が夢を見て笑うことを知ったゴマは、夢を見る新人類をミレスに産んでもらうべく、彼女を猿人と交配させる禁断の異種姦を考えていたのだ。野獣の陰茎を挿入されたミレスは、想像を絶する獣姦の激烈さに凄まじい絶叫をあげる。猿人と交尾しながら助けを求める彼女に、心ならずも「君はこの星にいた方が幸せだ」と告げたゴマは、ミレスは猿人に喰い殺されたと虚偽の報告をした後、急上昇する宇宙船のハッチを開いて地上に身を投げた。宇宙船は前日の墜落事故の影響と、船内の圧力急変が重なって空中で大爆発する。その数年後、ミレスは尻尾のない子を産むために、有尾人の群れで暮らしており、自分と猿の混血種を何匹も育てていた。壮絶な獣姦の初体験も今は昔、すでに日常の一部のように猿人相手に交尾を始めるミレスは、まんざらでもない様子で「なんとかなるでしょう」とつぶやく。

### 比丘尼橋悲恋慕情の君よ永遠に
- 1975年10月11日号掲載

満月の夜、比丘尼橋で恋人の美智夫を待つ既婚者の由紀子。帰宅すると傲慢な性格の夫が待っていて、彼女を性奴隷の如く乱暴に扱う。SMプレイの攻め苦に耐えた由紀子は、翌日の夜にようやく比丘尼橋で美智夫と再会。2人は夜の公園の茂みの中で、愛欲に耽る。行為が終わった2人は再び比丘尼橋へ向かうと、心中で橋から身投げを図るが自殺は未遂に終わった。他人の恋路を邪魔してはならんとばかりに、橋の下の川を通っていた男の上に2人は落ちたのだった。とばっちりで怪我をした男は憤慨する。
その映像をモニターで見ていた生命体は、これは一体なんだと不思議に思う。一連の映像は旧日本列島の地下１万メートルから発掘された記録物だという。脳髄そのもののような外見をした２つの生命体は、赤色巨星状に膨れ上がった太陽を見つめながら、地球も我々人類ももう終わりだと語り、あの映像に映っていた時代の人間は何を考えていたのか分からないと呆れかえる。

### 宇宙戦艦デスシャドー
- 1975年11月13日号掲載

宇宙の果てで赤く光る惑星を見つけた、女性ばかりが乗る探査用宇宙船。その船に隣接した戦艦デスシャドーから乗り込んできたキャプテンハーロックは、赤い星を見たという理由だけで乗員を皆殺しにした。回収したひとりの遺体を検査すると、ヒューマンタイプの異星人の女は人間と交配可能な生命体で、しかも知的で美しいという結果が出る。デスシャドーが赤い星に近づくと、地表には人間が生息しているのが確認できた。乗組員たちは、やっと地上に人が現われたことに喜び涙する。ハーロックの使命は、赤い星をあらゆる外的脅威から守ることだ。先ほどの探査船の同胞の船団を捕捉したハーロックが、居住区付近を狙わないよう指示して砲撃すると、脱出した女たちが次々と赤い星へ降下して行く。ハーロックは全員を見逃して星へ降ろせと命じる。
ハーロックは部下たち全員に地上へ降りて女たちと子を作り、赤くなった地球を蘇らせろと言う。ただ独りデスシャドーに残ったハーロックは、戦艦の中枢部で女性の声と会話していた。多くのコードに繋がれて液体の中に浮かぶ美しい女の頭部は、今の自分の身体はこの大戦艦だけだが、昔と同じ心を持つ私はあなたを裏切らないと優しく語る。ハーロックもまた、いつか自分自身もこの艦の一部となる日まで、2人で永遠に宇宙を旅しようと愛する彼女に話す。赤く焼けた地球を離れ、デスシャドーは宇宙の彼方へ去って行った。

### 金星の死の都
- 1975年12月11日号掲載

無人探索艇が金星から持ち帰ったものは、人間の右手に見える石だった。金星に好奇心を抱く海洋工学の専門家・台場は、特殊メッキ加工と記念の刻印を施したアンモナイトの化石を恋人の女性にプレゼントした後、古教授と共にその問題の星へ向かうことにする。地球を発進した宇宙船が金星との中間地点に差しかかると、計器類は正常に作動しているにも関わらず、パネルには何も映らない“沈黙圏（サイレント・ゾーン）”に入った。船の周囲が無となる沈黙圏はソ連とアメリカの報告で聞いていたが、実在したのだと教授は感嘆する。
やがて宇宙船は、地表が5000度近い金星に降下すると、何かの建造物の上に着陸。宇宙服を着て船外に出ると、眼下には滅亡した都市の跡が広がっていた。しかし教授と台場は、ある物を見つけて驚愕する。それは出発前に地球の地表深くに打ち込んだ、座標測定用の永久金属柱だった。沈黙圏を挟んで地球と金星が対になっており、人類が滅びた未来の地球こそが金星なのだと気づいた教授は動揺する。台場はふと、足もとにあった小さな物を拾い上げる。紛れもなく地球を離れる前に恋人に贈った、刻印入りのアンモナイト。その傍らには右手が欠けた巨大な女性の石像が横たわっていた。

### 巨象西へ行く
- 1976年1月15日号掲載 [注 11]

幻の巨象ホノウを探し求め、妻メルーサと共に大陸の旅を続ける探検家G・F・スタンレー。彼の夢は巨象が仕える聖なる女王の存在を確かめ、ホノウの牙を持ち帰ることだ。夫の夢につき合う旅に嫌気が差していたメルーサは、愛人のナールと共にスタンレーを気絶させると、いかだで川を下る。そこへ単眼の巨象ホノウが現われた。今まで見たこともない巨体のホノウは一撃でいかだを粉砕し、川に落ちたナールを踏み潰した。難を逃れて岸辺に辿り着くメルーサのもとへ、目を覚ましたスタンレーがやって来る。
ホノウの跡を追って行った2人の目前に聖なる女王マヤが現われ、原住民の原人たちもホノウを弓矢で攻撃するが全く通じない。スタンレーが見つけた女王の館は地球儀のような球状で、表面に“日本宇宙開発航行隊 2680”と彫られている。彼にはその象形文字が読めなかったが、球状の館が太陽系第3惑星を模った物だと分かった。それに乗って天から来たマヤは、金星や地球と同様に、この火星の生命も自分が創ったと話すと、スタンレーをビーム砲で撃つ。何万年も生きているホノウが死なない限り自分も死なないというマヤの声を聞きながら、スタンレーは崖下に落ちて行く。一方、彼の妻メルーサは原人たちの女王となり、いつか原人の子を産みマヤを殺すと誓う。スタンレーは最後の力を振り絞り、女王マヤとホノウのことを書き記した日記を瓶の中に入れると、それを川へ流して息絶えた。

### 海から来たエルザ
- 1976年2月12日号掲載 [注 12]

周囲が海だらけになって、地表が残り少なくなっている世界。戦闘訓練をさぼっている少年ナスカを、女友達のナミナミが呼びに来た。2人はホナアラ島の近代的装置が並ぶ部屋に棲む老人を訪ねる。ナスカは現在行っている戦闘訓練が無駄ではないのかを聞くが、かつて地球を水びたしにして火星へ逃げた人類がやがて帰って来る懸念から、戦闘に備えるのは無駄ではないと言う。世界中の水位が下がって、水没していた陸地が現われる日は近いと老人は話す。
小舟に乗ったナスカとナミナミは、海上に浮かんでいた金髪の女性を救助した。彼女は陸地にも人が住んでいたことに驚き、海の底へ帰りたいとつぶやく。どうやら海底都市の水素エネルギーが制御できずに爆発したらしい。エルザはもともと地上で暮らしていた地球人の末裔で、地表の高熱から逃げるために海底に去って行った一族だった。日々、海の水位は下がっていて、今まで海面下にあった都市が見えるようになった。ドームに覆われた都市群は、遥か大昔に何万人もの人間が住んでいた旧文明の跡で、中央部分からへし折れた東京タワーが見える荒廃した東京そのものだった。将来は海の底もこのような陸地になる。長年、海底都市で生活したエルザに地上の暑さは耐えられない。ナスカは衰弱して今にも死にそうなエルザを連れて、南極か北極かの極寒の地を目指して旅に出た。

### ガンパレラ
- 1976年3月11日号掲載

砂嵐と霧が渦巻く西部の町を進む眼鏡のガニマタ男は、馬に乗った2人連れの黒衣の女を目撃する。食い物とコーヒーの匂いに誘われて男が向かった先には、首を切断された女性の遺体の山と、破壊された馬車しかなかった。男は食物を持ち去ったらしき2人連れの女を追う。朽ち果てた屋敷に辿り着くと、そこには大鍋で煮込まれている大量の頭蓋骨があった。逃げる途中、落とし穴で意識を失った男が目を覚ますと、捕縛された自分の周囲に同じ顔をした黒衣の女が大勢並んでいた。男は髑髏の大量生産を手伝わされ、生首を鍋で煮て頭蓋骨をどんどん作る。
女たちが人間の首を狩って帰宅した時、男は屋敷に火を放って炎上させた。頭蓋骨の貯蔵室から父親の髑髏を見つけ、彼女らによって親が殺されたことを確信したからだ。殆どの黒衣の女が焼死した後、ひとりだけ生き延びていた女が馬で追ってきた。彼女は他の惑星から来た人間で、分身器を使って自分を増やした結果、自身のコピーたちが恐ろしいことを始めたので、オリジナルの自分に戻れて良かったと男に話す。しかしコピーがやったこととは言え、親の仇に違いない彼女を、男は絞め殺して物語は終わる。

### 大深海屋敷
- 1976年4月8日号掲載 [注 13]

会社員の男性・島野は、強姦されたまま放置されている女性を公園で発見し、アパートへ連れ帰って介護する。目を覚ました女性は今日の日付を聞くと、もう何かが手遅れらしきことをつぶやき、自分が男だったらみんな助かったのにと悔しがる。衰弱した彼女は200年は長持ちするという高級な2人用の個人住宅切符を島野に譲ると、助けてくれた礼を述べて息絶えた。島田は死んだ女性の遺体を抱いて不動産屋で切符を見せた後、親しい女友達と2人で球体ポッドに乗って、海の底にある住宅地へと降下して行く。
海底では断層が次々と崩れて球体住宅地が更なる海の底へ落ちて行く。亡くなった女性はこの海底断層の危機を知らせようとしたが、公園で強姦されたために間に合わなかったということに、島田は思い当たった。その時、島田は背後から誰かに殴られて気絶し、気が付くとそこは既に深海の個人用住宅の応接室だった。島田の女友達は、最初から恋人の男と結託して、この深海の家を横取りするつもりだったのだ。潜水服を着せられた島田は海上に放逐されるものの、いかだに乗った男女のグループに救出された。この世界は終末戦争で大気が変質しており、富裕層は降り注ぐ宇宙線を避けるために深海の住宅地に移住していたのだ。いかだの男は島田の気が済むよう爆雷を投下すると、海の底の個人用住宅は大爆発した。

### グレートバイキング
- 1976年5月13日号掲載

霧が深いどこかの海。連日のようにカラスが大声で鳴き続けるのに参ったバイキングの酋長は、カラスが鳴く原因を突き止めてきた者には、美しい実娘のハーナをくれてやると部下たちに呼びかける。一族からは馬鹿扱いされているチビのヤルという男が名乗りをあげ、カラスたちが集まる海岸へ調査に行くと、白骨化した首長竜の死体と、身体にぴったりした見たこともない服を着た美女がいた。
酋長のもとへ戻ってきたヤルは、骨とカラス以外には何もなかったと嘘の報告するが、愚か者に娘をやるのが嫌な酋長は、約束を反故にしてヤルの首を撥ねようとする。そこへ海岸で見た女性とその仲間たちが、バイキングの酋長と女たちをビーム砲で皆殺しにして行った。彼女らはこの世界に来た異星人だが、宇宙船の破損で母星に戻れず、地球で生きてゆくしかない。そのためにバイキングの男だけを必要としていた。子どもの代で少し退化する可能性はあるだろうが、何万年か経てば自分たちと同じぐらいの種族に進化するだろうと願いつつ、異星人の女たちは新たなバイキング一族を編成して大海に乗り出して行った。

### 真面目な男
- 1976年6月10日号掲載

西部の町に、無表情で真面目な若者がやってきた。ドメニコ・ドモ・WC・イクオライザーと名乗る若者は、今さらガンマンの誰もが守らない細かいルールを生真面目に主張して、町の男たちを苛立たせる。これまで何でもなぁなぁでやってきた町の人々にとって、いちいち面倒な決まり事を求めてくるドメニコは目障りになってくる。しかし彼が駅馬車会社の調査員と知るや、駅馬車がこの町に乗り入れれば大繁盛するだろうという打算から、急にドメニコにチヤホヤし始める。
駅馬車のルートにする以上、町を清潔にしなければいけないというドメニコの要望に従い、馬も銃も自粛へ向けた結果、強盗団の襲撃で町は荒らされ放題と化す。身を隠していたドメニコが焼野原に姿を現すと、怒りに駆られた町の住人たちは彼をロープで吊るして殺害。その光景を宇宙船内のモニターで見ていた異星人たちは、真面目な使者を送ったのに、古代人の考えていることは分からないとボヤく。

### 反転世界
- 1976年7月8日号掲載

小太りで平凡なサラリーマン島井が会社へ戻ろうと来た道を振り返ると、街中の景色が左右反転していた、ビルの看板からオフィスのガラスに書かれた文字、時計の文字盤まで、総てが反転している。狐につままれたような気持ちで自分のアパートへ戻ると、いま自分が着ている物と同じワイシャツとネクタイがハンガーに吊るされている。会社の同僚の話では、自分自身はアパートに帰って風呂へ行くと話していたらしい。その部屋に恋人の深雪がやって来る。やけくそになった島井は深雪を押し倒し、彼女も疑いもなく島井を相手に性行為を始めた。2人がセックスをしている最中、もうひとりの自分がアパートに帰ってきたことを管理人のおばさんの声から察知する。
島井は咄嗟に窓から逃げ出すが、部屋に入ってきたもうひとりの島井は、さっきまで泥棒が恋人を襲っていたのかと思って影を追跡する。線路沿いのガードレールまで逃げた島井は、自分と自分が出会ったらどうなるのかという恐怖で、追ってきたもうひとりの自分に会わないよう呼びかけるが、飛びついてきた自分もろともガードレールを超えて転落する。島井が目覚めると、アパートの布団に横たわっていて、心配そうに深雪と管理人のおばさんが覗き込んでいる。泥棒はかき消すようにいなくなったと深雪から聞かされた。

### 消滅惑星
- 1976年8月12日号掲載

地球から670万光年離れた宇宙の果てにある惑星ガモズジー。その星の長老ガモズジーと妻の2人は、星の至る所で行なわれている男女の性行為を把握するコンピューターの報告を聞き、種族の繁栄を喜んでいた。そんなある日、自らを地球人と名乗る人物が、セックス中のカップルを次々と殺害する事件が起きる。どの遺体も冒涜されて酷い状態。惑星ガモズジーと地球は、過去30年間にわたる惑星間戦争の歴史があり、その戦いに敗北した地球人は去勢されたように大人しくなったとされていたのだ。
やがて事件の犯人が捕らえられる。宇宙服に身を包んだダイという地球人は、戦争終了後に両親を惨殺され、その復讐に来たと告げると、左目の義眼に仕込んだパルサーガンでガモズジーを撃つ。取り押さえられたダイは若い女性だったことが判明。彼女に宇宙最大の辱めを与えて殺そうと、女の生体エネルギーを吸い取って死に至らしめる異次元獣にダイを犯させる。醜い四つ足の怪物と交わりながら急速に弱って行くダイは、自分の心臓が止まると運河に沈めてある惑星破壊装置が作動すると語る。焦ったガモズジーは怪物をダイから引き離すよう兵に命じるが、一度女性器と結合した異次元獣は簡単には離れない。兵たちが難儀している間に、怪物と交尾中の彼女の命は尽きてしまう。その直後、大爆発と共に惑星ガモズジーは崩壊した。

### 翼手龍の墓場
- 1976年9月9日号掲載

とある未開の惑星で翼手龍を食用に狩る青年ゼンと、彼の恋人リム。弱々しく空を飛ぶ翼手龍を追って行った2人の先にあったのは、白骨化した死骸が重なる翼手龍の墓場であった。金星人の彼らが乗ってきた宇宙船は数年間も不時着したままだが、船のエネルギーは何故か自然放電され続け、燃料は残り少なくなっている。しかも星に来てから生まれた子供は、3歳になっても言葉すら喋れない。機械もヒトも退化して原始に戻りつつあるのだ。その夜、ゼンと愛し合うリムは、知能が退化するような子供をここで産むよりは自分の星へ帰りたいと語る。
翌朝、目を覚ました二人が見たものは、次々と空へ上昇して行く仲間の宇宙船だった。老人や配偶者がいない者たちは、エネルギーが僅かしかない宇宙船で故郷を目指すのだという。それを知りつつ敢えて現地に残ったゼンたちと少数の人々。ゼンの目には金星へ飛び立つ宇宙船が、昨日目撃した、墓場へ向かう翼手龍のように見えた。そしてこの星の環境に適応して、例え猿のようになっても再進化しようと誓う。宇宙船団が飛び立って行ったその星の姿は、太陽系第3惑星の地球そのものだった。

### 暗黒地帯の羽音
- 1976年10月14日号掲載

いつの頃からか地球の自転が遅くなり、永遠の夜と昼とが半分ずつに分かれるようになっていた。昼と夜の境界線で、何者かが暗視用スコープを覗きながら女性を狙い撃つと、その人体を解体して食べている。昼の側は乾燥が進んで食糧難が進んでおり、多くの生き物は夜の側に逃げていた。昼の世界の住人は暗い場所が見えないらしく、複眼状の暗視ゴーグルを開発し、蛋白質の栄養を求めて夜の側に攻めてきたのだ。夜の世界の人間たちの耳に不快な羽音がどんどん聞こえてくる。その場の人間は次々と未来的な武器で撃ち殺され、食料と化して行く。
多くの仲間を失った人間たちの逆襲が始まり、昼の世界から攻めて来た奴らなら食べても良かろうと、原始的な弓と棍棒を使って総攻撃を始める。罠にはまって皆殺しにされた昼の世界の住人たちを見て、よだれを垂らす夜の世界の人間たち。そこに築かれている屍の山は、蜂そっくりの虫型の生命体だった。

### 白夜の灯の夜のさざなみの愛と死の誓いの詩
- 1976年11月11日号掲載

深い霧に包まれたニューストックホルムの街角で、ボロボロのマントとフードに身を包んだ痩せた老婆が、カップルを次々と光線銃で撃ち殺している。波男と志麻の美男美女カップルは橋のたもとでセックスを行なったあと、川を進んできた不思議なフォルムをした船を待っていたようだが、例の老婆に撃たれて死ぬ。その場から脱兎のごとく逃げ出す老婆は、空中から宇宙船に撃たれて一瞬で燃え尽きた。
宇宙船から降りてきた男性パイロットは波男と志麻を探すが、有機王水の川に捨てられたのなら何も残るまいと諦める。彼は2人を地球に連れ帰るため、この星に迎えに来た男だったのだ。２つの太陽が昇るのを見たパイロットは、波男たちのことを忘れないと言葉を残して星を去る。そう、地球のスウェーデンと思われていたこの星は火星であった。

### 無の女王
- 1976年12月9日号掲載

ドームの上に見える月を眺めている男ランと、女性のレダ。その星の山や海、都市、多くの人間がひとりの女王の意志で消され続けていた。先ほど見ていた月も既に消えた。そこに女王の呼び出しがかかり、ランとレダは大広間でメカの部屋に囲まれた黒フードの女王に会いに行く。女王は先ほど月を消したことを告げ、次はこの世界を消して無にすると話した。過去も未来も、残酷な人間も存在しない世界が望みの女王は、ランとレダも消して自分だけがこの世に浮遊して残ると言う。ランが鉄棒で女王を殴り倒すと、機械の頭部が吹き飛ぶ。人間を憎んでいる女王が怪しいと思っていたランは、全身が機械の女王の正体に薄々感づいていた。
ランは続いてレダも鉄棒で殴ると、彼女の首が胴体から離れた。レダの頭髪の中にメーターが隠れていることを知っていたランは、彼女もまた女王と同族の機械化人と知っていたのだ。例え女性がいなかろうと星さえ残れば、いつかは新しい生命が生まれて世界が出来ると勝ち誇るランに、レダの頭部は自分と女王に何か起きれば、星の破壊機能が作動して全てを無にすると告げた。地球という名の星は粉々に砕け散り、あとには何も残らなかった。

## 書誌情報
発行元はいずれも秋田書店
秋田漫画文庫（全2巻）
1. 1977年12月20日初版発行 ISBN 978-4253015325
2. 1978年1月20日初版発行 ISBN 978-4253015332

秋田コミックスセレクト（全1巻）
1985年10月初版発行 ISBN 978-4253108522
秋田文庫（全1巻）
1998年4月10日初版発行 ISBN 978-4-253-17387-2